# Radyera urens
Radyera urens là một loài thực vật có hoa trong họ Cẩm quỳ. Loài này được (L.f.) Bullock miêu tả khoa học đầu tiên năm 1956.